# Paolo Brosio
Paolo Brosio (Asti, 27 settembre 1956) è un giornalista, scrittore e conduttore televisivo italiano.

## Biografia
Paolo Brosio nasce ad Asti il 27 settembre 1956 da Domenico Ettore Brosio (1915 - 27 febbraio 2003), piemontese di Cinaglio e Anna Marcacci (7 aprile 1921 - 18 aprile 2023), toscana di Marina di Pisa. Entra nel mondo del giornalismo nel 1975, a 19 anni, come collaboratore e pubblicista al quotidiano La Nazione di Firenze per otto anni. Dirige, giovanissimo, l'ufficio stampa del Pisa Calcio guidato da Romeo Anconetani, organizzando un'edizione della Mitropa Cup. Nel 1985 si laurea in Giurisprudenza con 110 e lode all'Università di Pisa con una tesi di filosofia del diritto su Max Weber, con relatore il professor Domenico Corradini dell’Istituto di Filosofia del Diritto.
Dopo la laurea viene incaricato dal rettore Bruno Guerrini di dirigere l'ufficio stampa e di pubblicare il Notiziario dell'Università di Pisa, la rivista mensile dell'ateneo toscano, insieme al professor Gianfranco Elia, pro-rettore e sociologo di fama internazionale. Si costituisce così il primo ufficio stampa dell'università pisana grazie alla pubblicazione di questa rivista. L'anno successivo entra nella redazione del Secolo XIX diretto da Carlo Rognoni, poi viene trasferito come inviato speciale di cronaca nera e giudiziaria della redazione di La Spezia.
Nel 1990 inizia a lavorare come inviato speciale a Studio Aperto su Italia 1, partecipando alle edizioni straordinarie della Guerra del Golfo, del disastro della Moby Prince, a sequestri di persona da parte della Ndrangheta. In quegli anni lavora sia per il TG5 che per Italia 1 e per il TG4 di Emilio Fede, grazie al quale raggiunge la notorietà durante l'inchiesta Mani pulite, rimanendo per tre anni davanti al Tribunale di Milano per realizzare centinaia di dirette, di cui ha parlato nel suo libro Novecento giorni sul marciapiede. Avventure e disavventure di un inviato a Tangentopoli (1994).
Nel 1995 presta la voce al personaggio de "La Talpa" nel film d'animazione per la televisione Il vento nei salici del 1995.
Passa poi sulle reti Rai nel 1996 dove ricopre un ruolo fisso alla trasmissione Quelli che il calcio di Fabio Fazio e partecipa ad alcuni programmi come Domenica in nel ruolo di co-conduttore nel 2000 e nel 2001, Italia che vai come conduttore nel 2001 e nel 2002 e Linea verde, sempre come conduttore dal 2002 al 2006.
Nel 2006 è inviato nel reality show L'isola dei famosi 4 su Rai 2. Partecipa all'episodio della sit-com di Italia 1 Belli dentro (2008) andato in onda nel 2012. Nel 2008 è inviato nel programma Stranamore, condotto da Emanuela Folliero su Rete 4. È stato telecronista tifoso insieme ad Andrea Bonino delle partite della Juventus trasmesse da Mediaset Premium fino al 2009. Fino al 2010 è stato socio con Marcello Lippi del Twiga, discoteca di Flavio Briatore a Marina di Pietrasanta. Dal febbraio 2012 conduce Viaggio a... su Rete 4 in prima serata.
Il 18 settembre 2013 è stato vittima di uno scherzo da parte di Le Iene presentano: Scherzi a parte: Frank Matano, noto anche come youtuber e giudice di Italia's Got Talent, fingendosi un regista americano che deve girare un documentario su Međugorje, intervista Brosio e gli fa pervenire una telefonata del comico Leonardo Fiaschi, un complice, che finge di essere papa Francesco. Paolo Brosio reagisce molto male allo scherzo ed invita gli autori a lasciare la casa. Il fatto è andato in onda il 12 gennaio 2015 su Canale 5.
Il 9 aprile 2015 Brosio ha incontrato realmente Papa Francesco, che gli ha concesso un’udienza privata.
Il 24 gennaio 2019 prende parte in qualità di concorrente alla 14ª edizione de L'isola dei famosi, venendo eliminato nel corso della decima puntata. Dopo il reality, torna ad essere ospite fisso a Che tempo che fa su Rai 1, oltre che a ricoprire il ruolo di opinionista ricorrente sulle reti Mediaset.
A partire dal 30 ottobre 2020 partecipa alla quinta edizione del Grande Fratello VIP, condotta da Alfonso Signorini. Brosio sarebbe dovuto entrare all’inizio del programma, ma, per problemi di salute, il suo ingresso in gara è stato posticipato di oltre un mese. Viene eliminato nella puntata del 9 novembre 2020.

## Vita privata

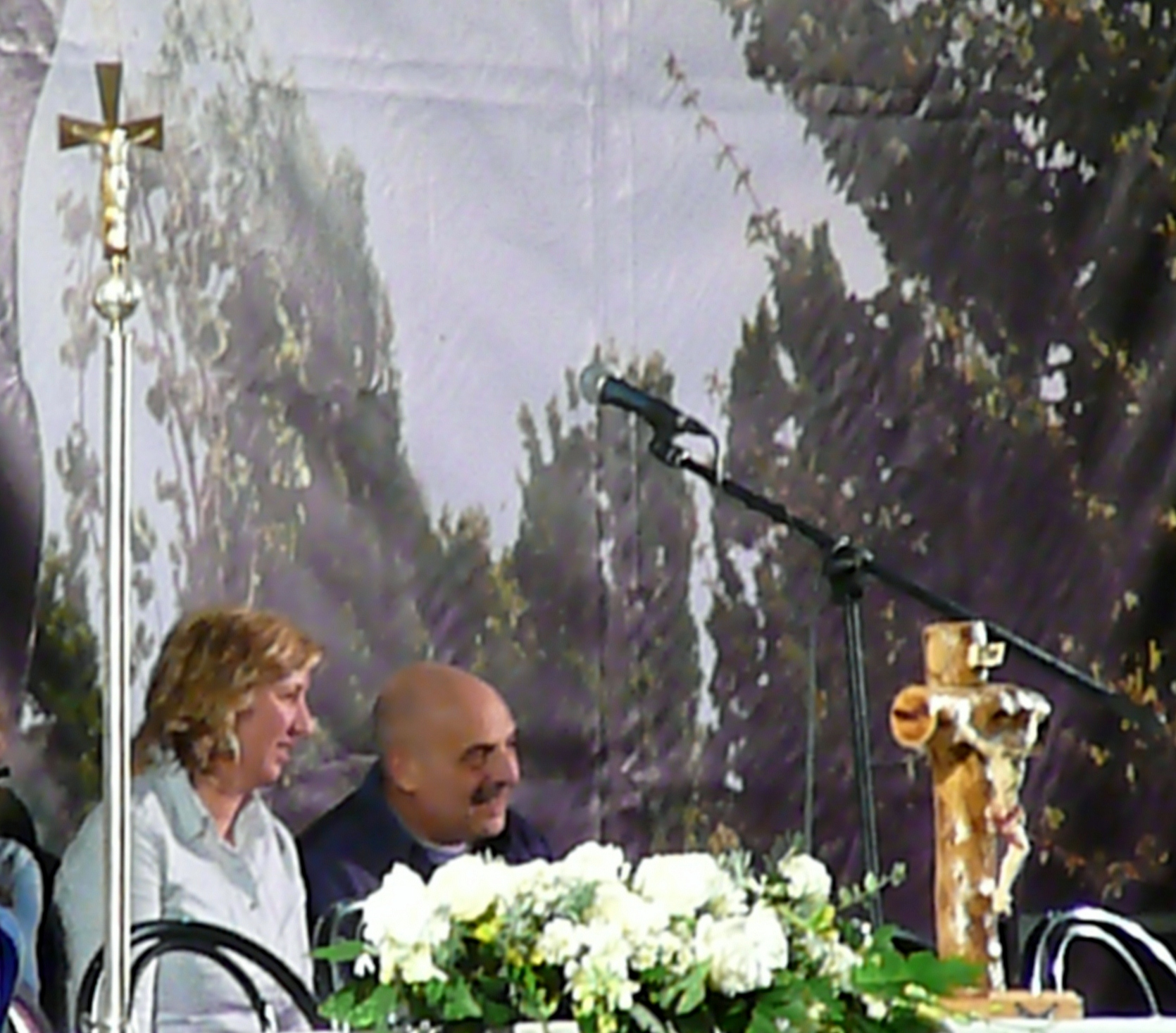
Paolo Brosio assieme alla veggente di Medjugorje Marija Pavlović al PalaDesio nel 2011

Sposato e divorziato da Serenella Corigliano, nel 2004 sposa la modella cubana Gretel Coello, da cui divorzia nel 2008. Dopo aver attraversato un periodo di smarrimento a seguito di alcuni eventi negativi tra i quali il secondo divorzio, la morte del padre Ettore e un attentato incendiario alla discoteca Twiga, aperta assieme a Flavio Briatore, Marcello Lippi e Daniela Santanché, diventa un fervente cattolico e devoto alla Madonna di Međugorje, compie numerosi pellegrinaggi nell’omonima località come raccontato nel suo libro del 2009 A un passo dal baratro. Perché Međugorje ha cambiato la mia vita in cui parla della sua riscoperta della fede e di Međugorje.
Paolo Brosio è tifoso della Juventus.

## Programmi televisivi
- Studio Aperto (Italia 1, 1991-1994) – inviato
- TG4 (Rete 4, 1991-1996) – inviato
- TG5 (Canale 5, 1992-1996) – inviato
- Quelli che il calcio (Rai 2, 1996-2001) – inviato
- Domenica in (Rai 1, 2000-2001) – co-conduttore
- Italia che vai (Rai 1, 2003) – conduttore
- La Moda oltre i Confini della Terra (Rai 1, 2003)
- Premio Città d'Ancona (Rai 1, 2003)
- Linea verde (Rai 1, 2003-2006) – conduttore
- Mai dire Serie A (Canale 5, 2005-2006) – co-conduttore
- L'isola dei famosi 4 (Rai 2, 2006) – inviato
- Stranamore (Rete 4, 2008) – inviato
- Viaggio a... (Rete 4, 2012) – conduttore
- Le storie di Viaggio a… (Rete 4, 2013) – conduttore
- L'isola dei famosi 14 (Canale 5, 2019) – concorrente
- Che tempo che fa (Rai 1, 2019) – ospite fisso
- Grande Fratello VIP 5 (Canale 5, 2020) – concorrente

## Spot pubblicitari
- STAR (dal 1997 al 1999)
- AGIP (dal 2000 al 2002)

## Opere
- 900 giorni sul marciapiede. Avventure e disavventure di un inviato a Tangentopoli, Milano, A. Mondadori, 1994. ISBN 88-04-39377-7.
- Schiusmi, ai em en italian giornalist.... Avventure di un turista per forza, Milano, Mursia, 1997. ISBN 88-425-2196-5.
- Prefazione a Franco Falconetti, Un alpino alla foce dell'Arno, San Giuliano Terme, Felici, 2005. ISBN 88-601-9025-8.
- A un passo dal baratro. Perché Medjugorje ha cambiato la mia vita, Milano, Piemme, 2009. ISBN 978-88-566-1106-9.
- Profumo di lavanda. Medjugorje, la storia continua, Milano, Piemme, 2010. ISBN 978-88-566-1440-4.
- Viaggio a Medjugorje. Trent'anni con la Regina della Pace, Milano, Piemme, 2011. ISBN 978-88-566-1441-1.
- Nella terra delle meraviglie. A Medjugorie la Madonna scende in campo, Milano, Piemme incontri, 2012. ISBN 978-88-566-2398-7.
- Raggi di luce, con la collaborazione di Simona Amabene, Milano, Piemme, 2014. ISBN 978-88-566-3200-2.
- I misteri di Maria. Da Saragozza a Medjugorje. Profezie e segreti che nessuno può ignorare, Milano, Piemme, 2015. ISBN 978-88-566-4302-2.
- Il Papa e Medjugorje, Milano, Piemme, 2017. ISBN 978-88-585-1922-6

## Doppiaggio
- Il vento nei salici (The Wind in the Willows), regia di Dave Unwim (1995) - La Talpa